# Fournier à bec clair
Furnarius torridus
Espèce
Répartition géographique
Statut de conservation UICN

 LC  : Préoccupation mineure
Le Fournier à bec clair (Furnarius torridus) est une espèce de passereaux de la famille des Furnariidae.

## Répartition
Le Fournier à bec clair peuple les rivages en amont du bassin de l'Amazone.